# Joseph P. Hoge
Joseph Pendleton Hoge (* 15. Dezember 1810 in Steubenville, Ohio; † 14. August 1891 in San Francisco, Kalifornien) war ein US-amerikanischer Politiker. Zwischen 1843 und 1847 vertrat er den Bundesstaat Illinois im US-Repräsentantenhaus.

## Werdegang
Joseph Hoge besuchte die öffentlichen Schulen seiner Heimat sowie das Jefferson College. Nach einem anschließenden Jurastudium und seiner 1836 erfolgten Zulassung als Rechtsanwalt begann er in Galena in diesem Beruf zu arbeiten. In seiner neuen Heimat bekleidete er außerdem einige lokale Ämter. Politisch wurde Hoge Mitglied der Demokratischen Partei. Bei den Kongresswahlen des Jahres 1842 wurde er im damals neu eingerichteten Wahlbezirk von Illinois in das US-Repräsentantenhaus in Washington, D.C. gewählt, wo er am 4. März 1843 sein neues Mandat antrat. Nach einer Wiederwahl konnte er bis zum 3. März 1847 zwei Legislaturperioden im Kongress absolvieren. Diese waren seit 1845 von den Ereignissen des Mexikanisch-Amerikanischen Krieges geprägt.
Im Jahr 1846 verzichtete Hoge auf eine weitere Kandidatur. Nach dem Ende seiner Zeit im US-Repräsentantenhaus praktizierte er wieder als Anwalt in Galena. 1853 zog er nach Kalifornien, wo er sich ebenfalls als Jurist betätigte. Im Jahr 1869 kandidierte er erfolglos für den US-Senat; 1878 leitete er eine Versammlung zur Überarbeitung der kalifornischen Staatsverfassung. Seit 1889 war er Richter am Superior Court des Sonoma County. Er starb am 14. August 1891 in San Francisco.